# كينيث إس. ديفيس
كينيث إس. ديفيس (بالإنجليزية: Kenneth S. Davis)‏ هو كاتب سير ومؤرخ أمريكي، ولد في 29 سبتمبر 1912 في سالينا في الولايات المتحدة، وتوفي في 10 يونيو 1999 في ماديسون في الولايات المتحدة.